# La Captive (Fantin-Latour)
Pour les articles homonymes, voir La Captive (homonymie).
La Captive est un tableau réalisé par le peintre français Henri Fantin-Latour vers 1896.

## Description
Cette peinture à l'huile sur toile, de petite taille, représente une femme, la têté appuyée sur la main droite au rebord d'une fenêtre ou d'une terrasse, vêtue de blanc et regardant au loin.  
La signature Fantin est placée en haut à droite.

## Histoire
La peinture est citée dans la vente Kerchner de mars 1902, au prix de 1 210 francs.
Elle a été léguée par Charles-Auguste Marande en 1936, et conservée au musée d'Art moderne André-Malraux, au Havre, en Seine-Maritime.